# لولا مونرو
لولا مونروو (انگلیسی: LoLa Monroe؛ زادهٔ ۲۵ اکتبر ۱۹۸۶) یک بازیگر، خواننده و مانکن اهل ایالات متحده آمریکا است. وی از سال ۲۰۰۶ میلادی تاکنون مشغول فعالیت بوده‌است.